# Amy Allcock
Amy Allcock (* 20. August 1993 in London) ist eine ehemalige britische Sprinterin, die sich auf den 400-Meter-Lauf spezialisiert hat. Ihren größten Erfolg feierte sie mit dem Gewinn der Bronzemedaille in der 4-mal-400-Meter-Staffel bei den Hallenweltmeisterschaften 2018 in Birmingham.

## Sportliche Laufbahn
Erste Erfahrungen auf Wettkämpfen internationaler Ebene sammelte Amy Allcock im Jahr 2018, als sie bei den Hallenweltmeisterschaften in Birmingham mit der britischen 4-mal-400-Meter-Staffel in  3:29,38 min gemeinsam mit Meghan Beesley, Hannah Williams und Zoey Clark die Bronzemedaille hinter den Teams aus den Vereinigten Staaten und Polen gewann. Im August schied sie bei den Europameisterschaften in Berlin mit 51,91 s im Halbfinale über 400 Meter aus und gewann mit der Staffel in 3:27,40 min gemeinsam mit Zoey Clark, Anyika Onuora und Eilidh Doyle die Bronzemedaille hinter den Teams aus Polen und Frankreich. Im Jahr darauf belegte sie bei den IAAF World Relays 2019 in Yokohama in 3:28,96 min den sechsten Platz in der 4-mal-400-Meter-Staffel und 2021 beendete sie ihre aktive sportliche Karriere im Alter von 27 Jahren.

## Persönliche Bestleistungen
- 400 Meter: 51,36 s, 22. Juli 2018 in London
  - 400 Meter (Halle): 52,74 s, 18. Februar 2018 in Birmingham